# Keshav Dutt
Keshav Dutt (Lahore, 1925. december 29. – Kolkata, 2021. július 7.) kétszeres olimpiai bajnok indiai gyeplabdázó.

## Pályafutása
Az indiai válogatott tagjaként olimpiai bajnok lett az 1948-as londoni és az 1952-es helsinki olimpián. 22 alkalommal szerepelt az indiai válogatottban és két gólt szerzett.
Visszavonulása után sportvezetőként tevékenykedett. Tagja volt az indiai delegációnak az 1972-es müncheni olimpián, ahol a gyeplabda-válogatott bronzérmet szerzett.

## Sikerei, díjai
- Olimpiai játékok
  - aranyérmes (2): 1948, Helsinki, 1952, Helsinki